# День Мої
День Мої — державне свято у Республіці Кенія. Відзначається 10 жовтня, на знак вшанування приходу до влади колишнього президента Кенії Даніеля Мої у 1978 році.
Після прийняття Конституції Кенії у серпні 2010 року День Мої був виключений зі списку національних свят Кенії. Однак 8 листопада 2017 року Верховний суд Кенії відновив 10 жовтня як державне свято. Суддя Джордж Одунга заявив, що скасування Дня Мої було порушенням Закону про державні свята. Він зауважив, що парламентарі мали внести зміни до Закону, якщо вони вважали, що День Мої не повинен відзначатися як державне свято у країні.
8 жовтня 2019 року Міністр внутрішніх справ Кенії Фред Матьянґі оголосив четвер 10 жовтня державним святом до Дня Мої.